# Ла Тур Ландри, Жоффруа де

Герб рода де Ла Тур Ландри

Жоффруа IV де Ла Тур Ландри (фр. Geoffroi de La Tour Landry, англ. Geoffrey IV de la Tour Landry, между 1326 и 1330 — около 1404 или 1405) — средневековый французский писатель и воин из Анжу, участник Столетней войны, известный также как «Рыцарь Башни», автор «Книги поучений дочерям рыцаря де Ла Тура», или «Книги рыцаря де Ла Тура Ландри, написанной в назидание его дочерям» (фр. Le Livre du Chevalier de la Tour Landry pour l'enseignement de ses filles, англ. The Book of the Knight in the Tower).

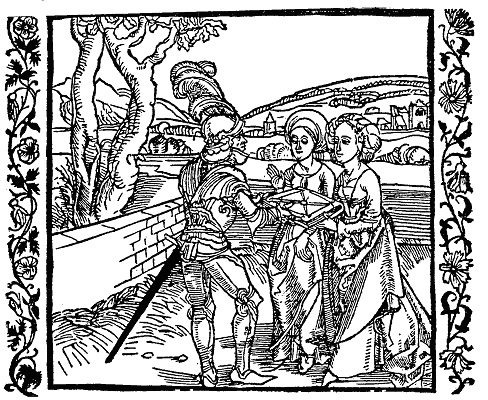
Де Ла Тур представляет книгу своим дочерям. Гравюра А. Дюрера из немецкой версии «Рыцаря Башни» (1493)

## Биография

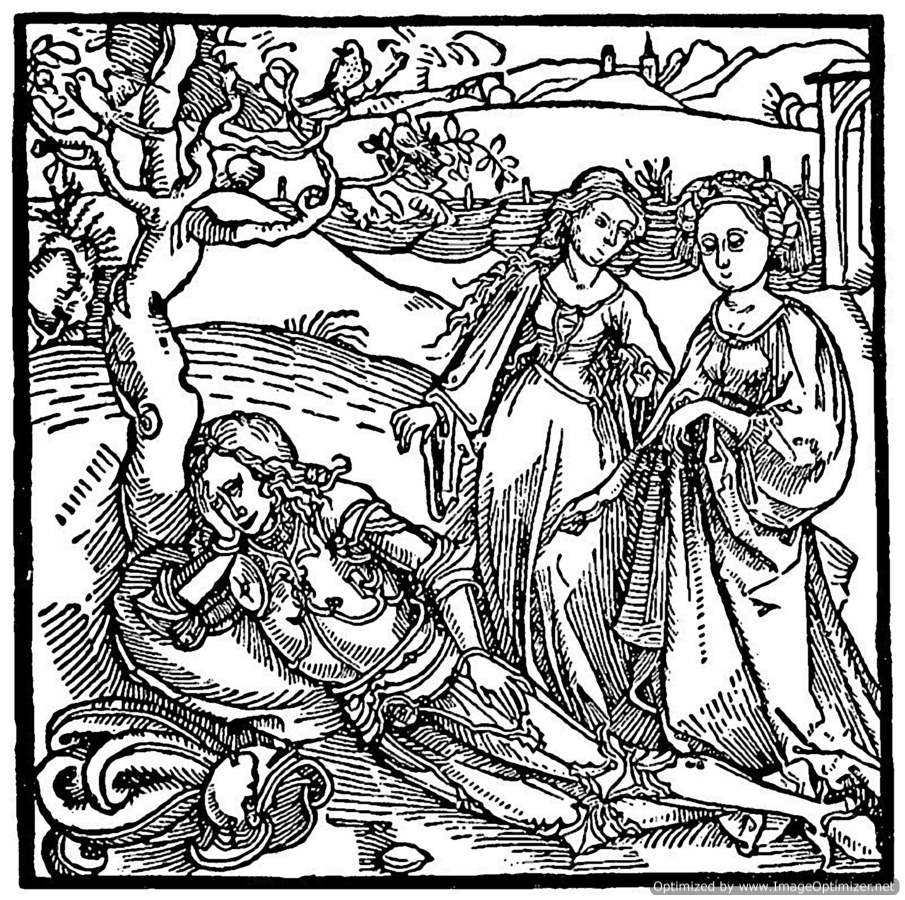
Де Ла Тур с дочерями в саду. Гравюра А. Дюрера из немецкой версии «Рыцаря Башни» (1493)

Выходец из известного анжуйского рыцарского рода де Ла Туров, упоминаемого в документах с 1061 года, когда его далёкий предок Landricus Dunesis, вассал анжуйского графа Жоффруа Бородатого, возвёл укреплённую башню-донжон на месте будущего замка в Ла Турландри (совр. департамент Мен и Луара), но получившего широкую известность лишь в XIV столетии. Один из Ла Туров, Этьен де Ла Тур, был сенешалем Анжера.

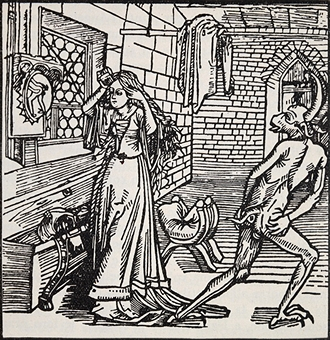
Демон тщеславия. Гравюра А. Дюрера из немецкой версии «Рыцаря Башни» (1493)

Родился не позднее 1330 года, возможно, около 1326 года, вероятно, в родовом замке. С юных лет принимал участие в сражениях Столетней войны, уже в апреле-августе 1346 года участвовал в осаде гасконской крепости Эгийон. Упоминается в документах военных сборов 1363 года в качестве рыцаря из отряда Амори де Краона, наместника в Турени. В 1364 году находился в войске Карла де Блуа в битве при Оре, о чём упоминает в своём сочинении.
В 1378 году в качестве рыцаря-баннерета отправил вооружённый отряд в помощь осаждающим Шербур силам Бертрана Дюгеклена. В 1380 году воевал в Бретани вместе с королём Карлом V и его братом Карлом де Блуа. Судя по документам, окончательно оставил военную службу не ранее 1383 года. В архиве департамента Атлантическая Луара в Нанте сохранилось не менее 15 документов за его подписью, датированных 1350—1391 годами.
Умер Жоффруа, вероятно, около 1404 года. В последний раз его имя фигурирует в документе от 5 мая 1402 года, в котором ему отказывается в правах на земли де Бурмон, а в 1406 году его старший сын Шарль уже называется рыцарем де Ла Тур де Бурмон.

## Семья

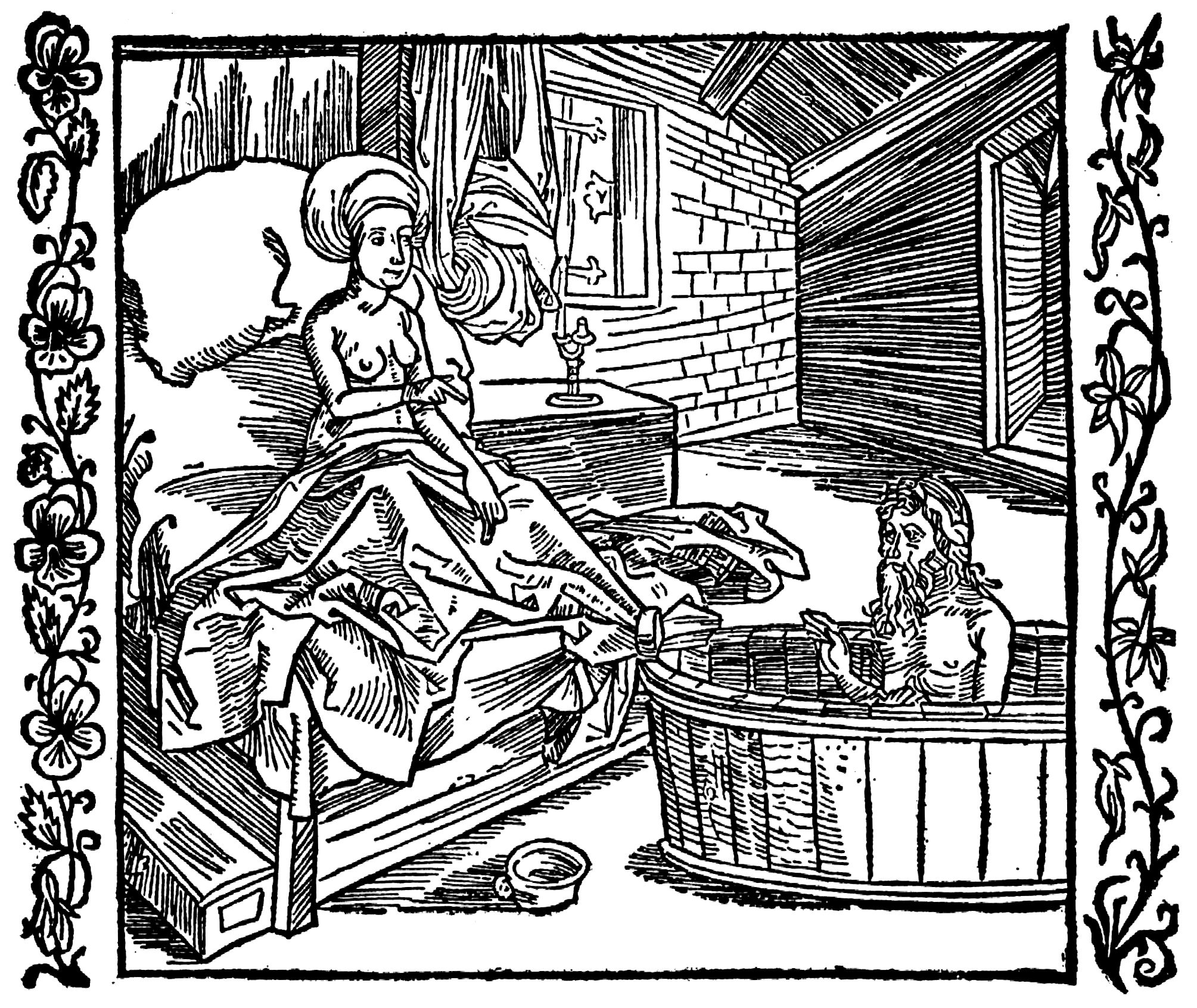
Женщина и принимающий ванну отшельник. Гравюра А. Дюрера из немецкой версии «Рыцаря Башни» (1493)

Согласно сохранившимся свидетельствам, в первый раз вступил в брак около 1353 года с Жанной де Руже, дочерью Бонабе IV де Руже, сеньора де Дерваля, бывшего советником дофина, а позже короля Карла V, имя которой в последний раз упоминается в 1383 году.
Во второй раз вступил в брак с Маргерит де Роше, дамой де Ла Мо де Пенду, вдовой рыцаря Жана де Клерембо.

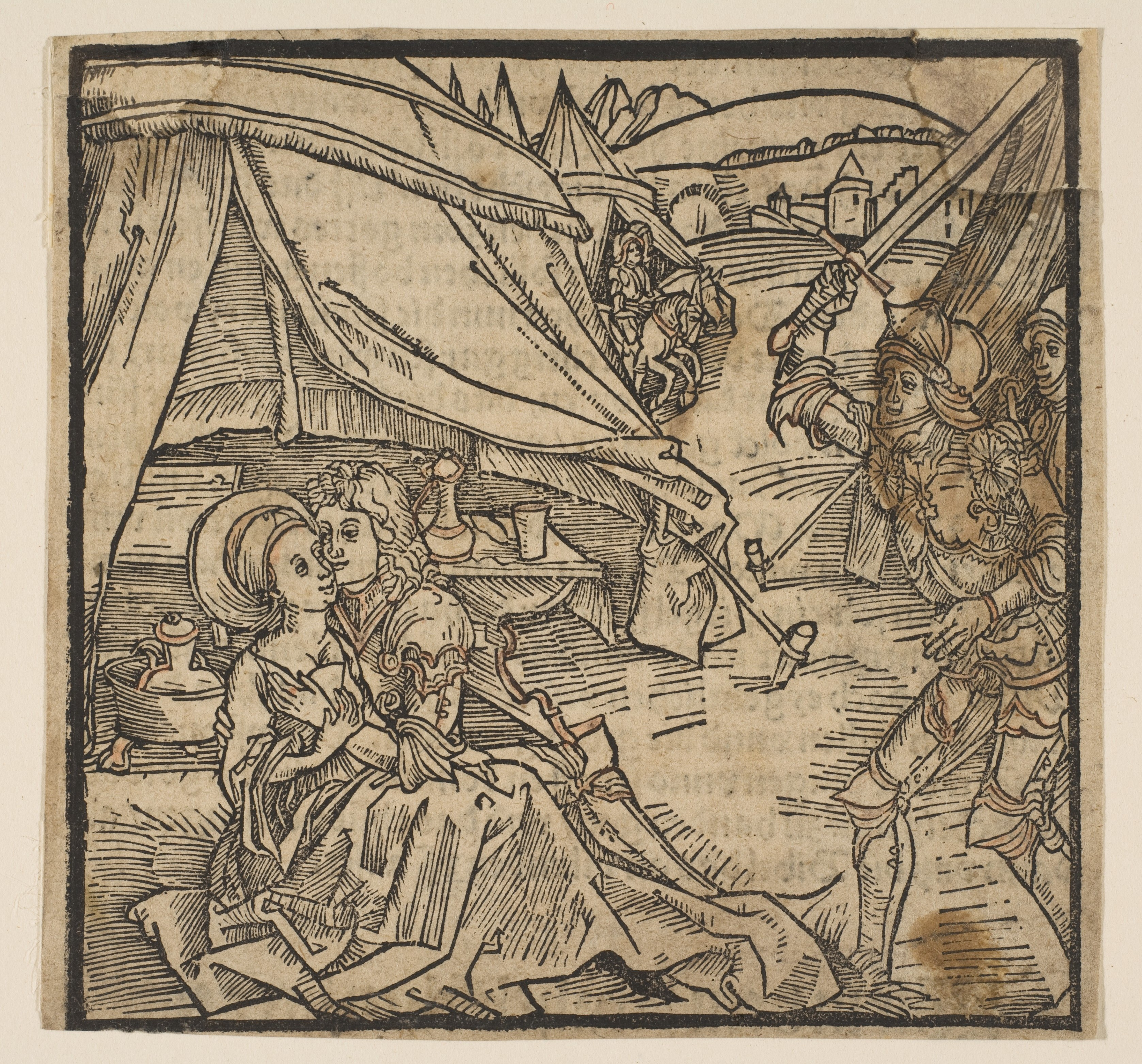
Прелюбодеяние. Гравюра А. Дюрера из немецкой версии «Рыцаря Башни» (1493)

Имел двух сыновей и трёх дочерей: Анну (фр. Anne), Жанну (фр. Jeanne) и Марию (фр. Marie), которым адресована «Книга поучений». В ней же упоминаются сёстры Жоффруа: Шарлотта де Ла Тур, супруга рыцаря из Пуату Эмара де Прессака, и Катрин, носившая имя дамы де Бурнан и умершая в 1359 году. Помимо них, Жоффруа имел младшего брата Аркада, вступившего в брак с племянницей его первой жены Анной де Ла Э-Жулэн.
Не установлено, сколько лет было дочерям 42-летнего рыцаря де Ла Тура, когда он написал для них «Книгу поучений», но некоторые исследователи предполагают, что младшая Мария была тогда очень маленькой, или ещё не родилась. В некоторых генеалогических документах даже годом рождения средней Жанны указывается 1380-й, таким образом, в первоначальной своей редакции сочинение де Ла Тура могло быть адресовано только старшей дочери. Впрочем, данная гипотеза противоречит дате заключения брака между их родителями (1353).
Имея земельные владения в Бретани, де Ла Тур выгодно выдал замуж двух из своих дочерей — Анну и Жанну — за сыновей влиятельного бретонского виконта де Рошешуара, камергера короля Карла V. Младшая Мария в 1389 году стала супругой рыцаря Жиля де Клерембо, сына второй жены Жоффруа.
Старший сын Жоффруа де Ла Тура Ландри Шарль пал в 1415 году в битве при Азенкуре, средний сын Жоффруа в 1419 году участвовал в осаде Партене войсками дофина Карла.

## Сочинения

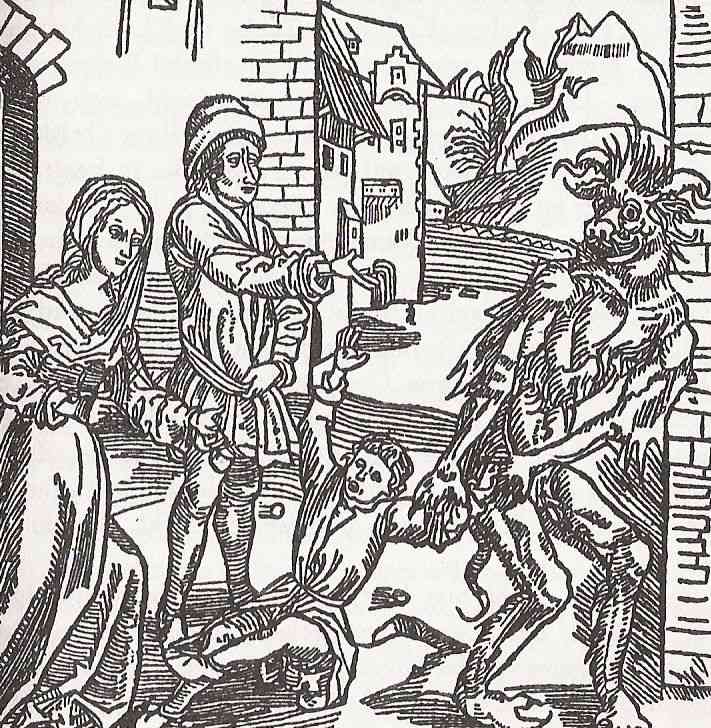
Похищение детей. Гравюра А. Дюрера из немецкой версии «Рыцаря Башни» (1493)

Основным произведением Жоффруа де Ла Тура Ландри является «Книга поучений дочерям рыцаря де Ла Тура» (фр. Livre pour l'enseignement de ses filles, Chevalier de La Tour Landry), начатая им, по его собственным словам, в конце апреля 1371 года, и законченная, вероятно, не позже 1372-го, самое позднее 1374 года, когда состоялась помолвка между малолетним сыном Карла V Людовиком Орлеанским (1372—1407) и юной дочерью Людовика I Великого Екатериной Венгерской (1370—1378).
Книга написана от первого лица на французском языке и представляет собой прозаический сборник назидательных новелл и анекдотов с массой куртуазных правил и автобиографических сведений. Литературными источниками для неё, вероятно, послужили Священное писание, рыцарские романы, в частности, «Роман о кастеляне из Куси» и «Кастелянша из Вержи», аллегорический «Роман о Розе» Гильома де Лорриса и Жана де Мена, агиографическая «Золотая легенда» Якова Ворагинского, неопубликованное анонимное сочинение кон. XIII в. «Зерцало праведных женщин», сборник латинских легенд нач. XIV в. «Римские деяния», а также исторические хроники и средневековая литература в жанре exempla.
Не имея ни определённой структуры, ни законченного сюжета, книга де Ла Тура состоит из 142 глав, заключающих в себе около 150 поучительных примеров, и касается самых разнообразных сторон жизни современного автору общества, включая сословные обычаи, религиозное воспитание, семейную жизнь, вопросы феодальной этики и пр. Будучи моралистом и консерватором, де Ла Тур не только даёт своим дочерям наставления по поводу поведенческих норм, этикета, следования моде, но и обременяет их душеспасительными советами по поводу вступления в брак, создания семьи, ведения хозяйства и пр., упирая на необходимость, с одной стороны, сохранения благонравия, а с другой, собственного достоинства и дворянской чести. Обрамляя свои поучения примерами из священной и мирской истории, а также из жизни известных им лиц из ближнего и дальнего окружения, Ла Тур Ландри всячески предостерегает их от знакомства с придворными щёголями, способными опорочить их имя и пр., иллюстрируя, в то же время, свои наставления фривольными историями в духе Бокаччо.
Дав дочерям несколько советов по выбору достойной партии, Ла Тур рекомендует им в духе своей эпохи ни в чём не перечить будущим мужьям, приведя поучительную историю о даме, постоянно спорившей со своим супругом в присутствии посторонних, в результате чего тот однажды сбил её с ног мощным ударом, сломав нос и нанеся этим непоправимый ущерб её красоте. Осуждая своих жеманных современниц, Ла Тур рассказывает о некой моднице, которая так долго наряжалась и причёсывалась перед церковной службой, что была проклята ожидавшими её священником и прихожанами, увидев в своём зеркале дьявола и сойдя с ума, а также о рыцаре, который привёз в подарок платья двоим племянницам, и, не в силах ждать, пока одна из них их примеряла, отнял у неё оба наряда и отдал другой, занятой в это время выпечкой хлеба и встретившей его с белыми от муки руками. Критикуя за бесстыдство разных легкомысленных особ, в числе прочего, оторачивающих мехом подолы своих длинных платьев, Ла Тур советует дочкам носить удобную и практичную одежду общепринятых фасонов, более подходящую для уважаемых людей.
Заботясь об образовании дочерей, Ла Тур также советует им делать извлечения из имевшихся у него в библиотеке книг, «таких как Библия, Деяния королей и хроники Франции, и Греции, и Англии, и многих других чужих стран».
В излагаемых автором историях упоминаются не только близкие родственники Ла Туров вроде деда, бабки, отца, сестёр, жены, кузины, сыновей, внука Понтуса, но и дальняя родня, вассалы и даже соседи по поместьям. Из 112 упоминаемых в книге Ла Тура имён 26 принадлежат его родственникам, 23 — соседям, 15 — друзьям и знакомым, 30 просто соседствуют в документах с именами де Ла Туров, 5 имен являются названиями фьефов семьи де Ла Туров.
Помимо интересных историко-бытовых подробностей, сочинение де Ла Тура содержит важную информацию о событиях Столетней войны, включая прославление подвигов её героев-рыцарей вроде Жоффруа де Шарни, Жана де Сантре или Бусико (гл. 116), а обилие авторских замечаний и рассуждений по поводу конкретных историй и фактов придают ему особую ценность в глазах исследователей менталитета и гендерных отношений эпохи Средневековья.
По своей структуре и литературному стилю книга де Ла Тура отчасти напоминает морально-дидактические сочинения средневекового кастильского писателя принца Хуана Мануэля: «Книгу примеров графа Луканора и его советника Патронио», или «Граф Луканор» (исп. Libro del conde Lucanor, 1335), заключающую в себе подборку назидательных сюжетов, в том числе восточного происхождения, и «Книгу без конца» (исп. Libro infinido, 1342), содержащую поучения сыну. В то же время, имея также немало общего с мемуарной литературой, оно является глубоко оригинальным и практически не встречает аналогов во французской литературе предшествующих столетий. Лишь в конце XIV — первой пол. XV века появляются похожие по своему жанру произведения, вроде стихотворных «Нравственных поучений» Кристины Пизанской сыну Жану Кастелю, «Книги Комон» Номпара де Комона и «Родительских наставлений» Жильбера де Ланнуа.
В «Книге поучений» Жоффруа де Ла Тур упоминает, что ранее составил подобную книгу для своих сыновей, но никаких сведений о последней не сохранилось. Де Ла Туру приписывались также «История о Мелибее и Прюданс», принадлежащая на самом деле перу доминиканского монаха Рено де Луана (1337), а также роман в прозе «Понтус и Сидония» (фр. Ponthus et la belle Sidonie), написанный около 1400 года и, возможно, законченный его внуком Понтусом де Ла Туром.

## Рукописи и издания
Оригинал книги рыцаря де Ла Тура утрачен был ещё в старину, но поскольку она предназначалась для семейного чтения, то довольно рано сделалась популярной и сохранилась более чем в 20 рукописях, наиболее ранняя из которых датирована 1375 годом. Ныне они находятся в собраниях Национальной библиотеки Франции (Париж), Британской библиотеки (Лондон), Королевской библиотеки Бельгии (Брюссель), Королевской национальной библиотеки Нидерландов (Гаага), Австрийской национальной библиотеки (Вена), Музея Конде в Шантийи и др.
Уже в конце XIV века книга стала известной за Пиренеями, а в XV столетии появились её первопечатные издания и переводы.
В 1483 году она была переведена на английский язык и в следующем году издана в Лондоне Уильямом Кекстоном, по рукописи, близкой MS 9308 из Королевской библиотеки Бельгии, предположительно по заказу супруги Эдуарда IV Елизаветы Вудвилл. Более ранний перевод книги де Ла Тура, выполненный до 1471 года для жены Генриха VI Маргариты Анжуйской и сохранившийся в единственном неполном списке из Британской библиотеки (Harley MS 1764), опубликован был в 1868 году антикварием Томасом Райтом для Общества древних английских текстов и переиздан в 1906 году.
В 1493 году в Базеле была выпущена немецкая обработка книги под названием «Рыцарь Башни» (нем. Der Ritter vom Turn), выполненная служившим при бургундском дворе немецким рыцарем Марквартом фом Штайном для собственных дочерей.
В 1515 году в Брюсселе под заглавием «Зерцало правды» (нидерл. Dē spiegel der duecht) вышла фламандская версия книги, изданная Томасом ван дер Ноотом.
Во Франции в первой половине XVI века книга Жоффруа де Ла Тура переиздавалась, как минимум, четыре раза подряд: в 1514, 1517, 1519 и 1549 годах. Экземпляры её имелись в личных библиотеках герцогов Бургундских, Беррийских, а также короля Франциска I в Блуа, где с ней могла познакомиться его сестра Маргарита Наваррская, заимствовавшая некоторые сюжеты де Ла Тура для своего «Гептамерона» (1546).
Известно, что сочинение это украшало также собрания многих европейских библиофилов XVI—XIX вв., имя самого де Ла Тура стало нарицательным, а образ рыцаря оброс легендами и анекдотами, нашедшими отражение, в частности, в сборнике новелл протеже Маргариты Наваррской Бонавентюра Деперье «Новые забавы и весёлые разговоры» (1544).
Вместе с тем, несмотря на свою популярность, сочинение рыцаря де Ла Тура в течение долгого времени оставалось вне интересов европейских учёных, и лишь в 1854 году его опубликовал в Париже историк-медиевист Анатоль де Монтеглон, снабдив издание собственными комментариями и обстоятельным предисловием, содержащим сведения о происхождении автора и всех известных на тот момент рукописях сочинения, надолго введя его, таким образом, в научный оборот. В настоящее время во Франции готовится новое академическое издание книги де Ла Тура в серии «Lettres gothiques».
Комментированный английский перевод Т. Райта положен был в основу новейшей англоязычной публикации, увидевшей свет в 2006 году в Нью-Йорке под редакцией филолога-медиевиста профессора Университета Северной Каролины (Чапел-Хилл) Ребекки Барнхауз.

## Память
- В г. Ла Турландри[фр.] (департамент Мен и Луара) именем рыцаря де Ла Тура названа улица.

## В культуре
- Упоминается в тетралогии «Король былого и грядущего» (1938—1942) английского писателя Теренса Хэнбери Уайта, основанной на классическом романе Томаса Мэлори о короле Артуре 1485 г.
- Фигурирует в фантастическом романе американского писателя и сценариста Майкла Крайтона «Стрела времени» (1999).

## Публикации
- Из «Книги рыцаря Де ла Тура Ландри, написанной в назидание его дочерям» / Пер. С. Н. Голубева // «Пятнадцать радостей брака» и др. сочинения французских авторов XIV—XV вв. / Под ред. Ю. Л. Бессмертного. — М.: Наука, 1991. — С. 154–217.
- Le livre du chevalier de La Tour Landry pour l'enseignement de ses filles publié d'après les manuscrits de Paris et de Londres par M. Anatole de Montaiglon. — Paris: Jannet, 1854. — lxiv, 303 p.
- The book of the knight of La Tour-Landry: compiled for the instruction of his daughters, translated into English in the reign of Henry VI. Edited by Thomas Wright. — London: Kegan Paul, Trench, Trübner & Co., Ltd, 1868. — xv, 227 p. (переизд. в 1906 г.)
- Le Livre du Chevalier de la Tour Landry pour l'Enseignement à ses Filles, edited by Helen M. Eckrich. — New York: Fordham University, 1970. — xxxvii, 242 p.
- Marquard vom Stein. Der Ritter vom Turn. Kritisch herausgegeben von Ruth Harvey. — Berlin: Erich Schmidt verlag, 1988. — 305 s. — ISBN 3-503-01284-2.
- Book of the Knight of La Tour Landry, edited by D. B. Wyndham Lewis and G. S. Taylor. — Kila: Kessinger Publishing, 2003.
- The Book of the Knight of the Tower: Manners for Young Medieval Women, edited and translated by Rebecca Barnhouse. — New York: Palgrave Macmillan, 2006. — 248 p. — ISBN 978-1-349-53159-2.